# Mchenga inornata
Mchenga inornata és una espècie de peix de la família dels cíclids i de l'ordre dels perciformes endèmic del llac Malawi (Àfrica oriental).
Els mascles poden assolir els 10 cm de longitud total.